# Saint-Mathurin-sur-Loire
Saint-Mathurin-sur-Loire is een plaats en voormalige gemeente in het Franse departement Maine-et-Loire in de regio Pays de la Loire en telt 2323 inwoners (2005).

## Geschiedenis
Op 22 maart 2015 werd de gemeente overgeheveld van het kanton Les Ponts-de-Cé naar het op die dag gevormde kanton Angers-7. Op 1 januari 2016 werden in dit kanton de gemeenten van de Communauté de communes de la Vallée-Loire-Authion, met uitzondering van La Ménitré, samengevoegd tot de huidige gemeente Loire-Authion. Deze gemeente maakt deel uit van het arrondissement Angers.

## Geografie
De oppervlakte van Saint-Mathurin-sur-Loire bedraagt 19,8 km², de bevolkingsdichtheid is 117,3 inwoners per km².
De onderstaande kaart toont de ligging van Saint-Mathurin-sur-Loire met de belangrijkste infrastructuur en aangrenzende gemeenten.

## Demografie
Onderstaande figuur toont het verloop van het inwonertal.
Andard · Bauné · La Bohalle · Brain-sur-l'Authion · Corné · La Daguenière · Saint-Mathurin-sur-Loire